# 9397 Lombardi
A 9397 Lombardi (ideiglenes jelöléssel 1994 RJ) a Naprendszer kisbolygóövében található aszteroida. A Stroncone program keretében fedezték fel 1994. szeptember 6-án.